# MySims Racing
MySims Racing ist ein Rennspiel, das 2009 für Nintendo Wii und Nintendo DS erschienen ist.

## Spielprinzip
MySims Racing ist ein Rennspiel, welches Ähnlichkeiten mit Mario Kart aufweist. Zudem bietet das Spiel ein Story-Modus. Im Story Modus muss man verschiedene Aufgaben für die Bewohner der Insel erledigen. Auch kann man sein Auto und seinen Charakter individuell gestalten. Gespielt wird das Spiel mit den Wii-Fernbedienungen. Das Spiel besitzt auch den Modus Schnelles Rennen. Im Schnelles-Rennen-Modus können bis zu vier Spieler spielen.

## Rezeption
Das Spiel erhielt gemischte Kritiken. Laut Metacritic bekam das Spiel im Schnitt 68 %. GameSpot gab der Wii-Version 7,5 von 100 Punkten und lobte die Anpassungsfähigkeit des Spiels. Die DS-Version erhielt von GameSpot 7,0 Punkte. Auch hier wurden die Anpassungsoptionen gelobt. Kritisiert wurde hingegen der zu lange Story-Modus.